# Blue (англійський гурт)
Blue (укр. вимова «Блу») — британський бойз-бенд, записи якого були розпродані загальним тиражем 7900 тисяч екземплярів. У 2002 році очолювали британські чарти з переспівом класичної композиції Елтона Джона «Sorry Seems to Be the Hardest Word», причому сам легендарний музикант виступив як п'ятий учасник гурту. З 2005 року всі учасники групи зайнялися власними сольними проєктами й не записувалися разом. У 2009 році група возз'єдналася.
У 2011 році призначені представниками Великої Британії на конкурсі пісні Євробачення в Дюссельдорфі.

## Історія

### 2000—2003:All Rise,One Loveі суперечка з назвою Blue
Група випустила свій дебютний сингл «All Rise» в травні 2001 року, який досяг четвертої лінійки за версією UK Singles Chart. Їхній наступний сингл «Too Close» вийшов в серпні 2001 року, і досяг піку в UK Singles Chart. Вони почали своє сходження до слави в листопаді, після випуску другого синглу, який посів перше місце в UK Singles Chart — «If You Come Back». Альбом All Rise вийшов до Різдва і був рекордним за числом продаж у Великій Британії — понад 1,8 млн копій альбому. Останній сингл з альбому All Rise — Fly By II зайняв шосту лінійку чарту UK Singles Chart в березні 2002 року. Свій другий студійний альбом One Love група випустила в жовтні 2002 року, який стартував з лінійки №1 в UK Albums Chart і з числом продажів понад 150 тисяч екземплярів. Три сингли випущених з цього альбому зайняли визначені місця в чартах: сингл One Love посів 3-тє місце, «Sorry Seems to Be the Hardest Word» виконаний разом з Елтоном Джоном, зайняв призове 1 місце, а сингл «U Make Me Wanna» — 4 місце. Пісня «Supersexual» була видана в деяких частинах Південної Америки й Іспанії, в цілях просування групи в цих регіонах. В червні 2003 року, Х'ю і Девід Ніколсон, з шотландської рок-групи Blue 1970-х років, подали позов на молодших Blue в суд. Справа розглядалась у Верховному Суді Великої Британії, і підставою для розбирання в суді був захист авторського права на назву Blue. Обидві групи дійшли до консенсусу і домовились про те, що обидві групи можуть комерційно використовувати назву «Blue».

### 2003-05:Guilty,Best of Blueі розпад групи
Їхній третій студійний альбом Guilty вийшов восени 2003 і стартував з лінійки №2 в UK Albums Chart і за перший тиждень релізу розпродався накладом 100 000 примірників. Альбом породив чотири сингли, в тому числі заголовний трек, «Guilty», який посів 2-ге місце, «Signed, Sealed, Delivered, I’m Yours», з вокалом Стіві Вандера й Енджі Стоун, сингл досяг лише 11 місця, «Breathe Easy», який посів 4-те місце, і «Bubblin'», який посів 9-те місце. Альбом розпродався накладом понад 1 мільйон примірників лише в одній Великій Британії. Пісня «The Gift» вийшла на підтримку нового альбому в Японії.
2004 року гурт ухвалив рішення про розпад, коли Елтон Джон публічно заявив, що популярність Blue падає, і їм слід зосередитись на сольних проєктах. Як такий, «Best of Blue», який являє собою збірник найкращих хітів, вийшов у листопаді 2004 року. Альбом породив сингли «Curtain Falls», який посів 4-те місце у Великій Британії, «Get Down on It» і «Only Words I Know», який посів 2-ге місце у Франції і Італії. Альбом посів 2-ге місце в UK Albums Chart і був нагороджений двічі платиновим сертифікатом. Після розпаду і випуску "Best of Blue, учасники гурту Саймон Вебб і Ентоні Коста вирішили організувати гурт b-sides, який створював ремікси пісень гурту Blue і раніше не виданий матеріал. Альбом також містить три треки, які раніше видавались лише в Японії: «The Gift», «It’s Alright» і «Elements». Під час створення альбому також працював колишній член групи Дункан Джеймс над власним дебютним сольним синглом «I Believe My Heart». На буклеті альбому вказувалось, що це концертна версія пісні «Lonely This Christmas», яка мала сьоме місце в треклисті альбому, однак, пісня була видалена з треклиста за невідомими причинами. Альбом 4Ever Blue, випущений в липні 2005 року, був доступний в декількох європейських країнах, а також в Японії, Таїланді й Китаї, однак зазнав комерційного фіаско у всіх чартах. Альбом не виходив у Великій Британії, попри те, що копії були широко доступні.

## Дискографія
| Студійні альбоми - 2001 — All Rise - 2002 — One Love - 2003 — Guilty - 2013 — Roulette - 2015 — Colours | Збірники - 2004 — Best of Blue - 2005 — 4Ever Blue - 2006 — The Platinum Collection - 2007 — The Collection - 2012 — Ultimate Blue |

## Склад групи
- Лі Раян
- Саймон Вебб
- Ентоні Коста
- Дункан Джеймс[3]